# Satz von Menelaos
Der Satz von Menelaos, benannt nach dem griechischen Mathematiker Menelaos (Alexandria, etwa 100 n. Chr.), macht eine Aussage über Streckenverhältnisse, die beim Schnitt einer Geraden mit einem  Dreieck entstehen.

## Satz
Gegeben seien ein Dreieck {\displaystyle ABC} und eine Gerade, welche die Dreiecksseiten {\displaystyle [BC]}, {\displaystyle [CA]} und {\displaystyle [AB]} beziehungsweise ihre Verlängerungen in den Punkten {\displaystyle X}, {\displaystyle Y} und {\displaystyle Z} schneidet. Dann gilt:
{\displaystyle TV(B,C,X)\cdot TV(C,A,Y)\cdot TV(A,B,Z)=-1}
Umgekehrt kann man aus der Richtigkeit dieser Beziehung folgern, dass die Punkte {\displaystyle X}, {\displaystyle Y} und {\displaystyle Z} auf einer Geraden liegen.
Hierbei ist {\displaystyle TV(U,V,W)} das Teilverhältnis von {\displaystyle U,V,W}, das für drei auf einer Geraden liegende Punkte {\displaystyle U,V,W} mit {\displaystyle U\neq V} definiert wird durch {\displaystyle W=U+TV(U,V,W)\cdot (V-W)}. Wenn {\displaystyle W} zwischen {\displaystyle U} und {\displaystyle V} liegt, ist dieses Teilverhältnis gleich {\displaystyle {\overline {UW}}/{\overline {WV}}}, andernfalls gleich {\displaystyle -{\overline {UW}}/{\overline {WV}}}.
Betrachtet man nur die Streckenlängen, so kann man die obige Gleichung auch in folgender Form schreiben:
{\displaystyle {\overline {AZ}}\cdot {\overline {BX}}\cdot {\overline {CY}}={\overline {AY}}\cdot {\overline {BZ}}\cdot {\overline {CX}}}
Da die Orientierung hierbei verloren geht, ist diese Gleichung nicht ausreichend für eine Umkehrung des Satzes, vgl. Satz von Ceva.

## Beweis

Zum Beweis des Satzes

Der Satz von Menelaos lässt sich mit Hilfe des Strahlensatzes beweisen. Man betrachtet drei Lote von den Eckpunkten {\displaystyle A}, {\displaystyle B} und {\displaystyle C}  auf die gegebene Gerade. Die Längen der Lotstrecken seien mit {\displaystyle a}, {\displaystyle b} und {\displaystyle c} bezeichnet.
Aus dem Strahlensatz erhält man folgende Verhältnisgleichungen:
{\displaystyle {\overline {AZ}}:{\overline {BZ}}=a:b}
{\displaystyle {\overline {BX}}:{\overline {CX}}=b:c}
{\displaystyle {\overline {CY}}:{\overline {AY}}=c:a}
Multipliziert man diese drei Gleichungen miteinander, so ergibt sich
{\displaystyle {\frac {\overline {AZ}}{\overline {BZ}}}\cdot {\frac {\overline {BX}}{\overline {CX}}}\cdot {\frac {\overline {CY}}{\overline {AY}}}={\frac {a}{b}}\cdot {\frac {b}{c}}\cdot {\frac {c}{a}}={\frac {a\cdot b\cdot c}{b\cdot c\cdot a}}=1}
und weiter (durch Multiplikation mit dem Nenner)
{\displaystyle {\overline {AZ}}\cdot {\overline {BX}}\cdot {\overline {CY}}={\overline {AY}}\cdot {\overline {BZ}}\cdot {\overline {CX}}}.

## Anwendung
Der Satz von Menelaos liefert zusammen mit seiner Umkehrung ein Kriterium für kollineare Punkte. Eine Folgerung ist der Satz von Ceva.